# Hundeshagen
Hundeshagen é uma vila e antigo município da Alemanha localizado no distrito de Eichsfeld, estado da Turíngia.  Pertencia ao Verwaltungsgemeinschaft de Lindenberg/Eichsfeld. Desde julho de 2018, faz parte do município de Leinefelde-Worbis.